# Gaspare Cannone
Gaspare Cannone (Alcamo, 19 aprile 1893 – Alcamo, 17 dicembre 1963) è stato un critico letterario, giornalista e anarchico italiano.

## Biografia
Gaspare Cannone, dopo i primi studi nella sua città, abbandonò il ginnasio istruendosi privatamente, grazie alle rendite dei terreni che appartenevano a sua madre. Dopo avere aderito agli ideali socialisti, a 20 anni partì per gli Stati Uniti d'America, dove rimase per 7 anni; qui divenne simpatizzante degli anarchici  e scrisse sui giornali del movimento, come La Questione Sociale di New York, tenendosi allo stesso tempo in contatto con Paolo Schicchi e Errico Malatesta, due anarchici residenti in Italia. 
Cannone scrisse anche due drammi: nel 1919 Patos (a sfondo sociale) e nel 1920 un altro a sfondo psicologico, intitolato Metamorfosi.
Durante il periodo della prima guerra mondiale lavorò in una fabbrica d'armi di New York e, grazie a questo servizio, ottenne ugualmente il congedo militare.
A causa delle sue idee, Cannone, seguace di Luigi Galleani, fu arrestato nel marzo 1920, presumibilmente per l'espulsione dagli Stati Uniti, ma in realtà perché sospettato di essere coinvolto in due congiure nel giugno 1920.
A seguito di una soffiata di Eugenio Ravarini (il quale dichiarò che Cannone era un conoscente di Andrea Salsedo e Roberto Elia), l'arresto venne effettuato, senza capi d'accusa o mandato, da parte degli agenti del Dipartimento Di Giustizia di New York: preso nella sua casa di Brooklyn, venne portato nell’ufficio del BOI (Bureau of Investigation) di Park Row. Gaspare Cannone, con una conoscenza limitata della lingua inglese, picchiato e preso a calci, si rifiutò di testimoniare contro altre persone.

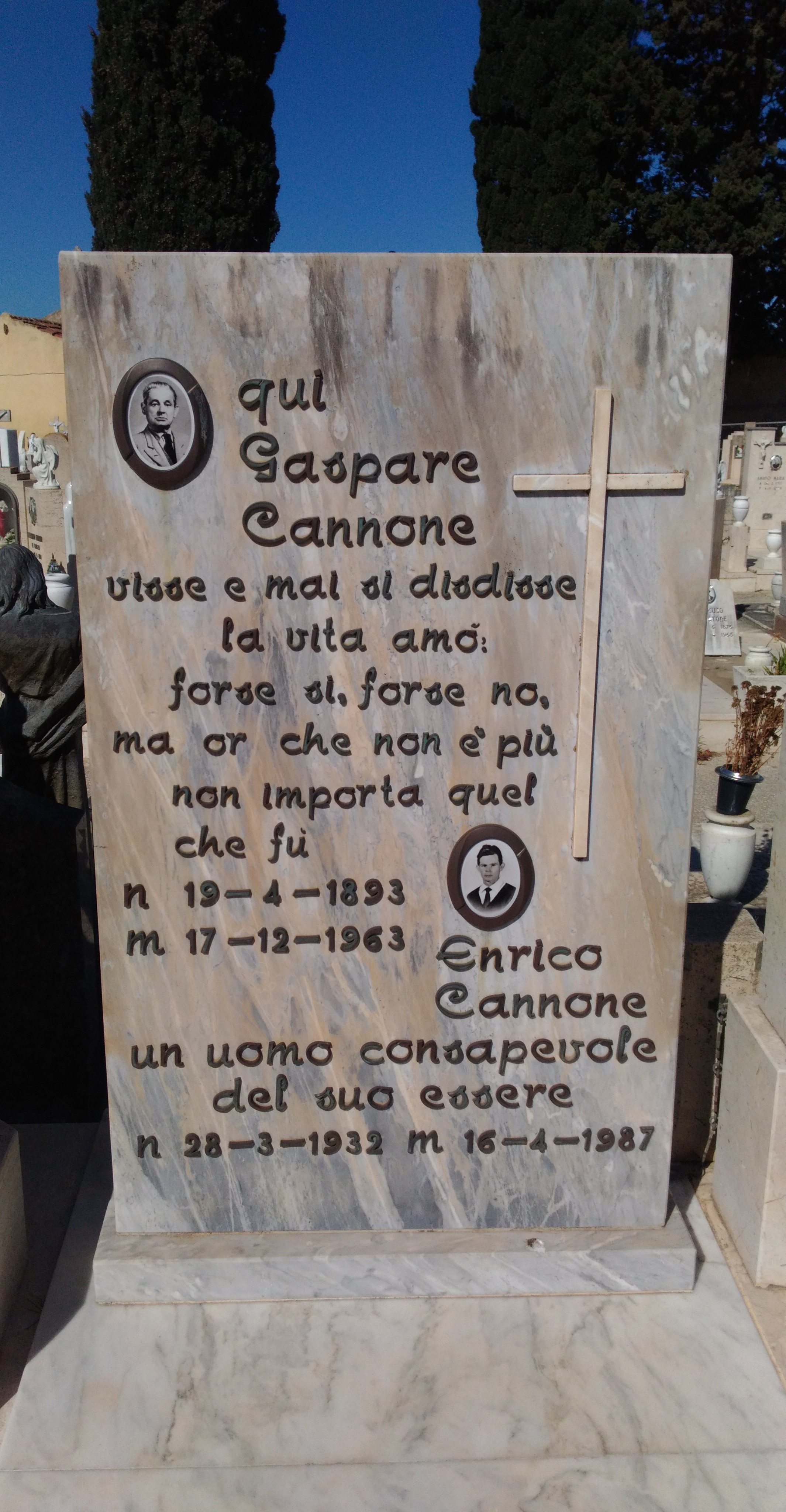
Monumento funebre di Cannone

Dopo averlo tenuto segretamente in prigione per 72 ore, gli agenti lo condussero ad Ellis Island e lo consegnarono ai funzionari dell'Ufficio Immigrazione.
A seguito dell'interrogatorio da parte di un funzionario, si rifiutò di firmare una dichiarazione attestante che era un anarchico, ma qualcuno falsificò ugualmente la sua firma sulla stessa.
Subì quindi un processo da cui uscì indenne, ma ebbe l'obbligo di rientrare in Italia; dopo il suo ritorno ad Alcamo, diventò poeta, commediografo e critico letterario; scrisse anche saggi critici su Benedetto Croce e Giosuè Carducci; era in contatto con i maggiori letterati del suo tempo, fra cui Gabriele D'Annunzio.
Fu un giornalista antifascista, collaborò anche con il giornale anarchico Umanità Nova, e fu esponente del movimento anarchico siciliano.
Dopo la seconda guerra mondiale, collaborò alla ricostruzione del movimento anarchico del trapanese: cercò di costituire un gruppo ad Alcamo, fece diversi comizi in provincia e partecipò alla fondazione della Federazione Anarchica Trapanese, avvenuta nel convegno di Trapani del 14 marzo 1946.
Nel maggio 1950 fu di nuovo tra gli organizzatori del giro di propaganda fatto da Pier Carlo Masini in Sicilia; allontanatosi poi dal movimento e, colpito da paralisi nel 1961, morì due anni dopo, il 17 dicembre 1963.
Sulla sua tomba si trova questo epitaffio, composto dallo stesso Cannone:
la vita amò

forse sì, forse no.

Ma or che non è più,

non importa quel che fu.»
Grazie al figlio Fausto, docente di educazione musicale e cantautore che ha donato al Comune di Alcamo 200 strumenti etnomusicali raccolti in diversi continenti, nel 2014 è stato istituito il Museo degli strumenti musicali multietnici "Fausto Cannone".

## Cannone e il fascismo
Nonostante i problemi avuti con la giustizia americana, dopo il suo ritorno ad Alcamo nel 1920, Cannone mantenne i contatti con gli anarchici residenti sia negli Stati Uniti che in Italia: ma queste amicizie gli procurarono ulteriori guai, tanto da essere considerato pericoloso per il regime. Iniziò a collaborare ai numeri unici schicchiani con vari pseudonimi; su Il Contadino del 27 marzo 1921, fece un intervento nella campagna per la scarcerazione di Errico Malatesta.
Come giornalista collaborò all'Avanti! con Benito Mussolini quando il duce era ancora un socialista rivoluzionario, mentre  Cannone era anarchico e in seguito divenne antifascista.
Dopo l’ascesa del fascismo, verso il quale fu un oppositore, divenne redattore e corrispondente di un giornale di cultura varia, Follìa, in pubblicazione a New York,.
Presso di lui si rifugiavano diversi anarchici, perseguitati dalla polizia, come Gaetano Marino, Giuseppe Panepinto e Salvatore Taormina: con quest'ultimo, e un gruppo di antifascisti alcamesi, partecipò nel 1929 al risveglio dell’antifascismo nel trapanese e fu iscritto nel registro dei sovversivi da arrestare in determinate circostanze, come avvenne negli anni successivi.
A causa di problemi finanziari, nel 1936 cercò di espatriare clandestinamente con la famiglia, chiedendo aiuto a Giulio Barresi a Tunisi e Salvatore Renda a Trapani, ma fu denunciato da quest’ultimo, fiduciario con riserva dell’OVRA (Organizzazione per la Vigilanza e la Repressione dell'Antifascismo).

## Opere
- Prefazione del libro di Nino Napolitano intitolato Il Pagliaccio d'Italia,  critica a Gabriele D'Annunzio, sostenitore del duce.[8]
- Pathos, dramma sociale (prologo+2 atti) in scena allo Schwaben Hall di Brooklyn il 20 ottobre 1919; interpretato da Gaspare Marrone e da Tina Aguglia.
- Matamorfosi. dramma psicologico in 2 atti, interpretato da Giorgio Scaturro e Giannina Geduzzi Gatti il 2 maggio 1920
- Saggi critici su Benedetto Croce e Giosuè Carducci